# Parroquia de Saint Thomas Lowland
Saint Thomas Lowland es una de las cinco parroquias de la isla Nieves que junto a otras nueve en la isla de San Cristóbal forman parte de las catorce parroquias administrativas que componen la Federación de San Cristóbal y Nieves. Posee un área de 18 km² y una población de 2035 personas, lo que da una densidad de 113,6 habitantes por kilómetro cuadrado.
La costa de esta parroquia consiste sobre todo en playas de arena con árboles de palma, la playa más notable es Pinney's beach de 3 millas de largo que se considera a menudo ser la mejor playa de la federación. Detrás de la línea de la costa arenosa hay varias lagunas pequeñas, incluyendo la laguna de agua dulce Nelson Resort, que está al lado de la aldea Cotton Ground. Algunos de los más importantes hoteles de la isla están situados en esta área, incluyendo Four Seasons Resort Nevis.
Hay algunas colinas al lado de la costa, incluyendo una colina pequeña, Cades Point, situado en una base volcánica antigua.

## Ciudades y pueblos

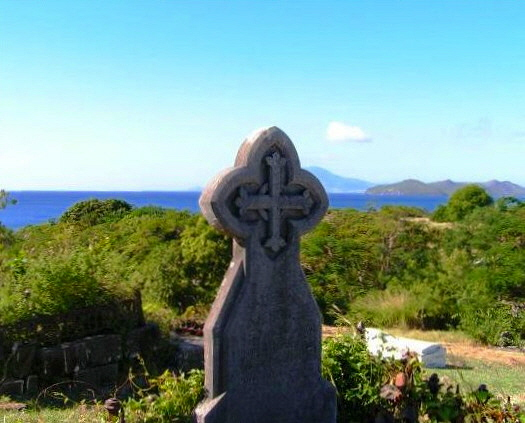
Vista desde la iglesia de la parroquia de Saint Thomas Lowland. A lo lejos se puede visualizar la isla de San Cristóbal.

La capital de la parroquia es Cotton Ground. Otras aldeas dentro de la parroquia son Westbury, Barnes Ghaut y Jessups. Hay también una sección pequeña de Craddock que es parte de la parroquia, aun cuando la mayor parte de la comunidad de Craddock está en la parroquia de Saint Paul Charlestown.
Capital: Cotton Ground
Otros pueblos y aldeas:
- Barnes Ghaut
- Jessups
- Stuarts
- Westbury

El extremo meridional de la parroquia abraza la franja norteña de Charlestown, la capital de Nieves, incluyendo el centro de la comunidad (que era previamente el cine), las ruinas del hotel Rest Haven Hotel (dañado por el Huracán Hugo en 1989), y del hotel Pinney's Beach Hotel en el extremo meridional de la playa de Pinney.

## Economía
Saint Thomas Lowland es el corazón de la economía de Nieves. Esto es porque el sector económico principal de la isla es el turismo, y esta parroquia es sede del hotel más grande de la isla, Four Seasons Resort. El curso de golf de Four Seasons se considera ser el mejor del país, y uno de los mejores del Caribe. Varios otros progresos del hotel también están situados en la costa de esta parroquia.

## Historia
Saint Thomas fue el primer establecimiento en Nieves, y era posedora del primer establecimiento británico, Jamestown. Se dice que Jamestown fue destruido por la marea en 1680, pero no hay evidencia arqueológica que apoyaría esa historia. En todo caso el primer establecimiento fue abandonado, solamente St. Thomas Church, en una tierra más alta, permanece.

## Proyectos para el futuro
La parroquia de Saint Thomas Lowlands es el área en desarrollo actual, con un hotel y construcciones grandes en marcha y se está desarrollando un lugar propicio para practicar el golf.
- Datos: Q1752122
- Multimedia: Saint Thomas Lowland / Q1752122